# 629
629 (DCXXIX na numeração romana) foi um ano comum do século VII, do Calendário Juliano, da Era de Cristo, teve início e fim em um domingo, com a letra dominical A.
| ano completo                    |
| ------------------------------- |
| Ano comum com início ao domingo |

## Eventos
- O oitavo ano da Hégira (8 AH) começou neste ano, por volta de Junho, e terminou cerca de um ano depois.[1]

## Mortes
- Zainab, filha de Maomé (morta no oitavo ano da Hégira).[2]